# Antillón
Antillón – gmina w Hiszpanii, w prowincji Huesca, w Aragonii, o powierzchni 22,41 km². W 2011 roku gmina liczyła 148 mieszkańców.